# Silicon Graphics
Silicon Graphics, Inc. (Часто скорочують до абревіатури SGI, історично іноді називають Silicon Graphics Computer Systems та SGCS) — створена в 1982 році Джимом Кларком і Еббі Сільверстоуном (Abbey Silverstone) компанія з виробництва графічних терміналів. Перший продукт компанії був заснований на роботі Кларка над «геометричним рушієм» - програмно-апаратним забезпеченням, що дозволяє значно прискорити рендеринг тривимірних зображень. SGI вийшла на каліфорнійський ринок акцій у листопаді 1981 року а потім, повторно — у січні 1990 року, вже в штаті Делавер.
SGI внесла великий внесок у розвиток комп'ютерної графіки, зокрема, вона відома розробкою графічної бібліотеки OpenGL. Фірма також займалася розробкою відомих high-end графічних станцій і систем візуалізації: O2, Fuel, Octane, Tezro, Prizm. Розробляла кластери для комплексних обчислень (серія Altix), високопродуктивні сервери. Спочатку, наприклад, в станціях O2, Fuel, Tezro SGI використовувала власні компоненти: 64-розрядні RISC—процесори архітектури MIPS з частотою до 1 ГГц і, відповідно, власні материнські плати. Була розроблена власна операційна система SGI IRIX, що базується на UNIX (System V).
Завдяки робочим станціям, створеним SGI, ожили на екранах динозаври фільму «Парк Юрського періоду», був знятий «Форрест Гамп», почалася нова ера в технології кінозйомки, комп'ютерна графіка стала об'ємною.
Робочі станції SGI завжди відрізнялися високою продуктивністю і мали дуже високу ціну (до декілька десятків тисяч доларів за машину вищого рівня). Тільки досить великі організації могли дозволити собі придбати комп'ютери SGI. З часом робочі станції на базі x86 стали наздоганяти по продуктивності RISC-системи SGI, будучи при цьому набагато дешевше (в середньому на 25% при еквівалентній продуктивності).
У Silicon Graphics виникли фінансові проблеми. Це стало наслідком жорстокої конкуренції з компанією Intergraph Computer System (ICS) — підрозділом корпорації Intergraph, що вивела на ринок новий тип високопродуктивних графічних систем — персональних робочих станцій — на платформі Intel. (термін персональні мав вказати на використання процесора «як у ПК». Такі робочі станції позбавили технічних професіоналів від необхідності мати два комп'ютера: один для розрахунків, інший для написання звітів. Цікаво, що до 1992 року корпорація Intergraph сама випускала графічні станції на власній RISC-платформі Clipper.)
У деяких своїх продуктах (під ринковим тиском Interghraph Computer System і напередодні швидкого злиття з нею), фірма SGI початку використовувала процесори Pentium III фірми Intel. Надалі, після злиття з компанією Intergraph Computer System та реорганізації, SGI перевела на процесори Intel весь спектр своєї продукції (наприклад, станція візуалізації Zx10, що дісталася у спадок від Intergraph).

## Фінансові труднощі
Незважаючи на всі спроби повернути свої позицій на ринку, компанія продовжувала нести збитки, основною причиною яких, на думку аналітиків, стали помилки в управлінні компанією нового генерального директора компанії - Ріка Белуццо, що займав цей пост в 1998 і 1999 роках.
8 травня 2006 року, через 24 роки після заснування, компанія оголосила, що перебуває в стані банкрутства і представила до суду заявку про банкрутство відповідно до Глави 11 Кодексу США про банкрутство, ідея якої полягає в тому, що реорганізація неплатоспроможних, погано керованих компаній нерідко є для суспільства найкращим виходом, ніж їх ліквідація. Після об'єднання Silicon Graphics та Interghraph Computer Systems нової організації дісталися найпотужніші графічні продукти Intergraph: графічні прискорювачі OpenGL, високопродуктивні графічні робочі станції і сервери рендеринга (продукти середнього і початкового рівня були продані іншим виробникам).
До вересня 2006 року SGI практично вирішила фінансові проблеми, і оголосила план реструктуризації, згідно з яким буде повністю замінено раду директорів компанії і топ-менеджерів. Про це заявив виконавчий директор Денніс Маккена (Dennis McKenna). Також за його словами, чисельність співробітників компанії значно зменшиться з 2200 до 1600 осіб. Вихід з процедури банкрутства планувався на жовтень 2006 року.
Примітно, що колишня штаб-квартира SGI зараз належить Google.
У лютому 2008 року SGI оголосила про покупку компанії Linux Networx, що випускає програмне забезпечення для управління Linux кластерами.
У грудні 2008 року NASDAQ попередила SGI про делістинг, оскільки вона більше не задовольняла мінімальним вимогам біржі. 2 квітня 2009 компанія Rackable Systems, що спеціалізується на серверах та рішеннях для зберігання великих обсягів інформації, оголосила про придбання SGI за 25 мільйонів доларів. Ринкова капіталізація SGI 31 березня 2009 становила всього 4,78 мільйона доларів, вартість Rackable Systems перевищує 120 мільйонів доларів.
У травні 2009 року було оголошено про завершення процесу придбання активів корпорації SGI, в результаті ребрендингу Rackable стала іменуватися SGI.
У 2010 році GPHI оголосила, що у червні 2010 року вона виграла важливе сприятливе рішення у судовому процесі з ATI Technologies та AMD, після патентного позову, поданого ще за часів Silicon Graphics, Inc. Після апеляції ATI у 2008 році щодо дійсності патентів США. Патент США 6,650,327 ('327') і добровільної відмови Silicon Graphics Inc. від патенту США 6,885,376 ('376') від позову, Федеральний округ підтримав вердикт присяжних про дійсність патенту США GPHI № 6,650,327, а також встановив, що AMD втратила право оскаржувати дійсність патенту в майбутніх судових процесах. 31 січня 2011 року Окружний суд виніс ухвалу, яка дозволяє AMD продовжувати захист щодо недійсності патенту в суді і не дозволяє SGI звинувачувати графічні продукти AMD серії Radeon R700 у порушенні у цій справі. 18 квітня 2011 року GPHI та AMD уклали конфіденційну мирову угоду та ліцензійну угоду, яка врегулювала цей судовий спір на несуттєву суму і забезпечила імунітет за всіма патентами GPHI від передбачуваних порушень з боку продуктів AMD, включаючи компоненти, програмне забезпечення та проекти. 26 квітня 2011 року Суд виніс постанову, якою задовольнив узгоджене клопотання сторін про припинення справи та виніс остаточне рішення.
У листопаді 2011 року GPHI подала ще один позов про порушення патентів проти Apple Inc. у штаті Делавер, який стосується більшої кількості патентів, ніж їхня первісна справа про порушення патентів проти Apple у листопаді минулого року, за нібито порушення патентів США 6,650,327 ('327'), патентів США 6,816,145 ('145') і патентів США 5,717,881 ('881').

## Hewlett Packard Enterprise купує оновлену SGI
11 серпня 2017 року було оголошено, що корпорація Hewlett Packard Enterprise поглинає компанію Silicon Graphics International (SGI) за $275 млн. Компанії збираються повністю об'єднати свої портфелі продуктів і стратегії виходу на ринок, HPE інтегрує всі серверні, систем зберігання даних і ПЗ підрозділи SGI.